# 22627 Авіскарді
22627 Авіскарді (22627 Aviscardi) — астероїд головного поясу, відкритий 22 травня 1998 року.
Тіссеранів параметр щодо Юпітера — 3,644.